# Action League Now!
Az Action League Now! (magyar címén Akciócsoport most!) egy Nickelodeonos animációs filmsorozat volt, amely a népszerű Sok hűhó ("All That") és a KaBlam! műsorok spin-offjaként szolgált. Az ötletgazdák Robert Mittenthal, Will McRobb és Albie Hecht voltak.
A sorozatban egy játékfigurákból álló szuperhős csapat érdekes kalandjait lehet nyomon követni. A műsor igazi főhőse egy "The Flesh" (A hús) nevű figura, aki a csapat vezetője. Bemutatásakor mindig külön kiemelik, hogy meztelen, ez egy "running gag-nek", visszatérő poénnak számít. A csapat ősellensége a Polgármester (The Mayor).
A sorozat a KaBlam! válogatás-műsorban kezdte pályafutását, 4 perces szegmensekként. 2001-ben vált önálló sorozattá. Magyarországon csak a Kablam részeként futott. Az USA-ban 2001. november 25.-től 2002. február 10-ig vetítették. A sorozat epizódjai 24 percig tartanak. A Kablam-on belül 4 évadot élt meg 51 epizóddal, míg önálló műsorként 1 évadot futott, 12 epizóddal.